# Trachythecium hebridense
Trachythecium hebridense är en bladmossart som beskrevs av Schultze-motel 1973. Trachythecium hebridense ingår i släktet Trachythecium och familjen Hypnaceae. Inga underarter finns listade i Catalogue of Life.